# Geoff Eley
Geoffrey Howard Eley (né le 4 mai 1949) est un historien britannique spécialiste de l'Allemagne.

## Biographie
Il étudie l'histoire au Balliol College de l'université d'Oxford. Il passe ensuite son doctorat à l'université de Sussex en 1974. Il enseigne l'histoire à l'université du Michigan depuis 1979. À partir de 1994, il devient professeur d'études germaniques. Il est aujourd'hui titulaire de la chaire Karl Pohrt toujours dans la même institution.
Ses premiers travaux tournent autour du nationalisme radical dans l'Empire allemand. Par la suite ses études traitent surtout de problèmes théoriques et méthodologique dans l'historiographie, ainsi que de l'histoire politique de la gauche en Europe.
Eley est surtout connu pour son étude : The Peculiarities of German History (la particularité de l'histoire allemande), tout d'abord publiée en allemand sous le titre Mythen deutscher Geschichtsschreibung en 1984. Elle est coéditée par David Blackbourn, historien britannique enseignant aujourd'hui à l'université Harvard, et remet en cause la thèse alors à la mode dans l'histoire sociale allemande dite du Sonderweg (la voie à part). Son œuvre qui reçoit le plus de succès est cependant Forging Democracy: The History of the Left in Europe, 1850-2000 (Artisans de la démocratie : l'histoire de la gauche en Europe de 1850 à 2000), ouvrage traduit dans six langues.

## Œuvres
- (en) A Crooked Line : From Cultural History to the History of Society, Ann Arbor: University of Michigan Press, 2005
- (en) Forging Democracy : The History of the Left in Europe, 1850-2000, New York, Oxford University Press, 2002
- (en) Reshaping the German Right : Radical Nationalism and Political Change after Bismarck, Londres et New Haven, Yale University Press, 1980
- (de) Wilhelminismus, Nationalismus, Faschismus : Zur historischen Kontinuität in Deutschland, Münster, Verlag Westfälisches Dampfboot, 1991
- (en) « Labor History, Social History, Alltagsgeschichte: Experience, Culture, and the Politics of the Everyday--a New Direction for German Social History? », The Journal of Modern History, vol. 61, no 2,‎ juin 1989
- (en) From Unification to Nazism : Reinterpreting the German Past, Londres, Routledge, 1986
- (en) David Blackbourn, The Peculiarities of German History, Oxford, Oxford University Press, 1984